# Павліченко Сергій Миколайович
Сергій Миколайович Павліченко (нар. 3 вересня 1987, с. Партизани, Запорізька область — пом. 29 липня 2022, селище Оленівка, Донецької області) — український військовослужбовець, майор Окремого загону спеціального призначення «Азов» Національної гвардії України, учасник російсько-української війни, який відзначився під час відбиття російського вторгнення в Україну і загинув у полоні внаслідок терористичного акту, вчиненого в ніч проти 29 липня 2022 року російськими окупаційними військами на території колишньої Волноваської виправної колонії № 120. Кавалер ордена «За мужність» ІІІ ступеня (2023 р., посмертно).

## Життєпис
Сергій Павліченко народився 3 вересня 1987 року у селі Партизани (з 2016 року – Новопавлівка) Запорізької області.
Зростав дружелюбним, добрим та товариським хлопцем. Завжди був душею компанії, мав багато друзів. З дитинства відстоював свою любов до рідної мови, хоча й розмовляв «суржиком». Ніколи не соромився свого походження з простої родини, сільської вимови, проте прагнув вдосконалення у всьому. В юності обожнював рибалити, захоплювався майструванням, ремонтував всім друзям техніку. 
Після закінчення школи вступив до Одеської національної юридичної академії, де здобув юридичну освіту і військове звання молодшого лейтенанта запасу. Потому оселився у м. Приморську Запорізької області, де працював за фахом у Державній виконавчій службі, зустрів кохання та створив сім’ю. 
2014 року, коли на Донбасі спалахнула «гібрідна війна», Сергій працював у Приморському військовому комісаріаті, де і дізнався про «Азов» (тоді ще батальон міліції) і приєднався до нього. Ідеологія підрозділу була йому дуже близькою: єдність побратимів, сучасні погляди на військову справу, щира та завзята любов до Батьківщини. У лавах «Азову» Сергій знайшов однодумців, був гордий, що він на своєму місці, за покликом душі та серця.
У складі ОЗСП «Азов» Сергій Павліченко брав участь у Широкінській наступальній операції, боях у Мар’їнці, Красногорівці, на Світлодарській дузі. На посаді командира ремонтної роти завданням Сергія було забезпечення роботи авто- та бронетехніки, проведення її евакуації, буксирування, технічного обслуговування. Останні роки служби він жив на базі в м. Урзуфі, але кожні вихідні приїздив до родини у Приморськ.
Від початку повномасштабної російської агресії воїни ремонтної роти виконували свої обов’язки, «ремонтуючи поки було що ремонтувати», а по мірі знищення «азовської» техніки – починали воювати як піхотинці, брали участь у вуличних боях за Маріуполь і героїчній обороні території металургійного комбінату «Азовсталь». За можливості Сергій зв’язувався із дружиною, неодноразово казав, що всі його дії як військового – заради майбутнього дітей, щоб вони ніколи більше не знали, що таке війна і мали змогу жити під мирним небом. Про себе писав лиш одне: «Все добре, кожен з нас виконує свою роботу…».
20 травня 2022 року за наказом вищого військового керівництва заради збереження життя людей Сергій вийшов з побратимами з «Азовсталі» та потрапив у так званий «полон за домовленістю» (востаннє дружина побачила його на відео виходу у полон). Утримувався на території колишньої Волноваської виправної колонії № 120 в окупованому селищі Молодіжному, що неподалік колишнього адміністративного центру селищної ради Оленівки колишнього Волноваського (нині – Кальміуського) району Донецької області, де окупанти утворили фільтраційну в’язницю. Сергій мав змогу з колонії відправляти дружині СМС-повідомлення (декому з українських воїнів вдалося пронести у неволю телефони) – він писав, що сподівається повести синочка до першого класу, що безмежно любить свою родину і сумує за батьками, мріє про ложку цукру та постійно бореться з почуттям голоду…
У ніч на 29 липня 2022 року прийняв мученицьку смерть у полоні внаслідок масового вбивства військовополонених, влаштованого окупантами у колонії в Оленівці.
25 травня 2023 року у столичному крематорії відбулася церемонія прощання з майором Павліченком, а за два дні його прах було поховано з військовими почестями на Алеї Героїв кладовища № 4 у Черкасах.

## Родина
У Сергія залишилися дружина, 7-річний син та 10-річна донька.

## Нагороди
- медаль «За військову службу Україні» (28 липня 2022 р.)  – за особисту мужність і самовіддані дії, виявлені у захисті державного суверенітету та територіальної цілісності України, вірність військовій присязі[3];
- орден «За мужність» ІІІ ступеня (3 листопада 2023 року, посмертно) — за особисту мужність і самовідданість, виявлені у захисті державного суверенітету та територіальної цілісності України, сумлінне та бездоганне служіння Українському народові[4].
- також у період проходження військової служби був відзначений: пам’ятним знаком «Захиснику Маріуполя», відзнакою Президента України «За участь в антитерористичній операції», нагрудним знаком НГУ «За доблесну службу», Подякою НГУ, Грамотою Верховної Ради України;
- Почесне звання «Захисник України – Герой Черкас» (посмертно, рішення виконавчого комітету Черкаської міської ради від 26 вересня 2023 року № 1415)[5].